# Diocesi di Trivento

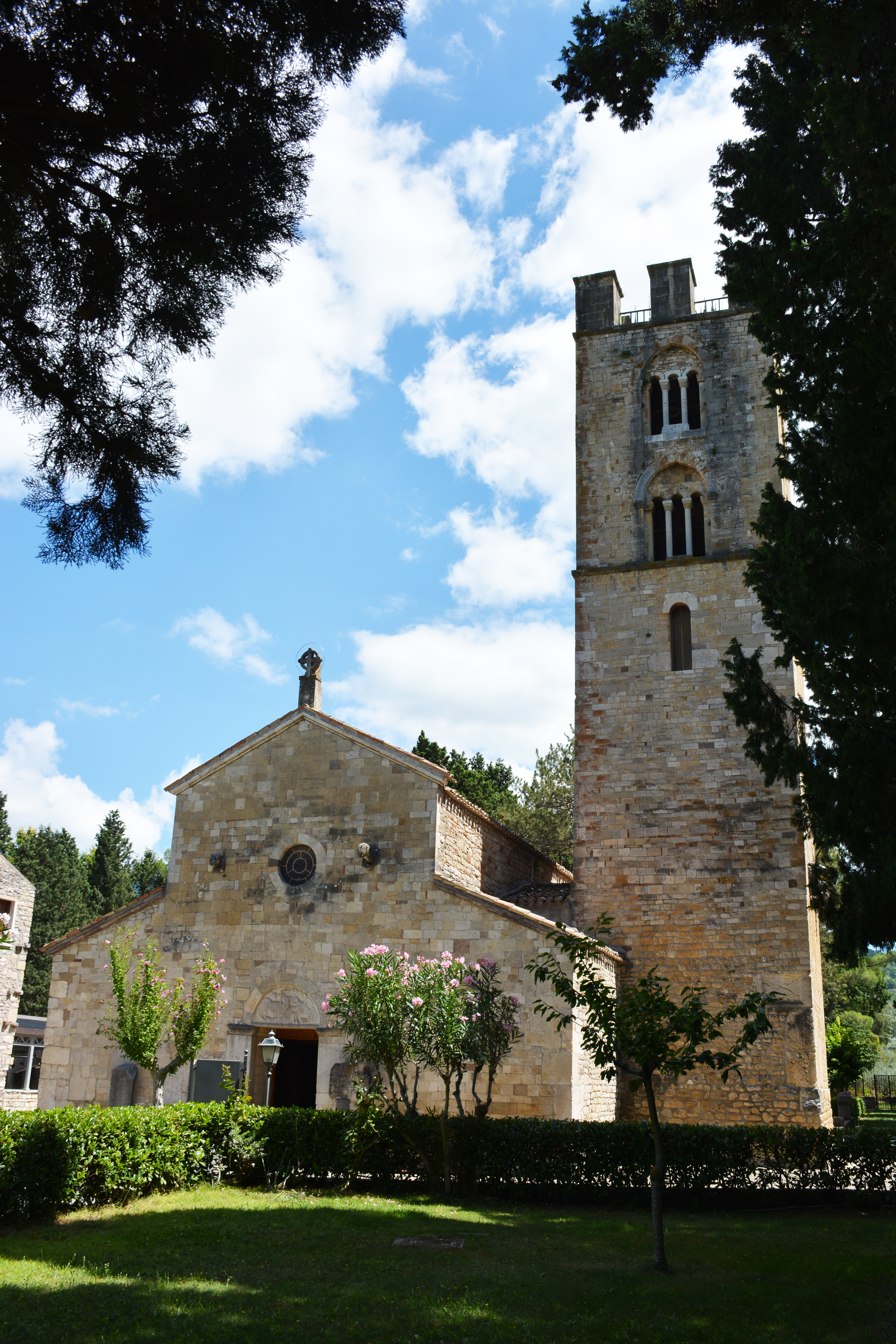
Il santuario della Madonna del Canneto nel comune di Roccavivara.

La diocesi di Trivento (in latino Dioecesis Triventina) è una sede della Chiesa cattolica in Italia suffraganea dell'arcidiocesi di Campobasso-Boiano appartenente alla regione ecclesiastica Abruzzo-Molise. Nel 2022 contava 47.640 battezzati su 48.000 abitanti. È retta dal vescovo Camillo Cibotti.

## Patroni della diocesi
Patroni della diocesi sono i santi Nazario, Celso e Vittore. Secondo la tradizione, le reliquie dei santi Nazario e Celso furono donate da sant'Ambrogio alla chiesa locale nel 392, quando presiedette a Capua il sinodo dei vescovi della Campania e del Sannio in sostituzione di san Paolino di Nola; nel 1726 ai due martiri milanesi fu accostato anche il papa e martire san Vittore. La loro festa liturgica è celebrata il 28 luglio.
Insieme ai titolari della cattedrale, è compatrono della diocesi san Casto, il leggendario primo vescovo di Trivento; la sua festa liturgica ricorre il 4 luglio.

## Territorio
La diocesi comprende il territorio di 40 comuni a cavallo tra le regioni Abruzzo e Molise:
- in provincia di Campobasso i comuni di Trivento, Casalciprano, Castropignano, Duronia, Fossalto, Molise, Montefalcone nel Sannio, Pietracupa, Roccavivara, Salcito, San Biase e Torella del Sannio;
- in provincia di Isernia i comuni di Agnone, Bagnoli del Trigno, Belmonte del Sannio, Capracotta, Carovilli, Castel del Giudice, Castelverrino, Chiauci, Civitanova del Sannio, Frosolone, Montenero Val Cocchiara, Pescolanciano, Pescopennataro, Pietrabbondante, Poggio Sannita, Rionero Sannitico, San Pietro Avellana, Sant'Angelo del Pesco e Vastogirardi;
- in provincia di Chieti i comuni di Borrello, Castelguidone, Castiglione Messer Marino, Celenza sul Trigno, Roio del Sangro, Rosello, San Giovanni Lipioni, Schiavi di Abruzzo e Torrebruna.

Sede vescovile è la città di Trivento, dove trova la cattedrale dei Santi Nazario, Celso e Vittore. Importante luogo di culto della diocesi è il santuario di Canneto, nel comune di Roccavivara, sulla strada che, costeggiando il Trigno, porta a Trivento, antica badia fondata nel VI secolo e dipendente dall'abbazia di Montecassino dal X secolo.

### Parrocchie e foranie
Il territorio si estende su 1.234 km² ed è suddiviso in 58 parrocchie raggruppate in 4 foranie: Agnone, Carovilli, Frosolone e Trivento.
Forania di Agnone
- Agnone: Maria Santissima di Costantinopoli, Sant'Amico, Sant'Antonio Abate, San Biase, Sant'Emidio, San Marco Evangelista, Santa Maria degli Angeli (contrada Fontesambuco), San Michele Arcangelo (frazione Villacanale).
- Belmonte del Sannio: Santissimo Salvatore.
- Borrello: Sant'Egidio Abate.
- Capracotta: Santa Maria Assunta.
- Castelverrino: Santi Simone e Giuda.
- Pescopennataro: San Bartolomeo.
- Poggio Sannita: Santa Vittoria.
- Roio del Sangro: Santa Maria Maggiore.
- Rosello: San Nicola di Bari, San Tommaso (frazione Giuliopoli).

Forania di Carovilli
- Carovilli: Santa Maria Assunta, San Nicola di Bari (frazione Castiglione di Carovilli).
- Castel del Giudice: San Nicola di Bari.
- Chiauci: San Giovanni Evangelista.
- Montenero Valcocchiara: Santa Maria di Loreto.
- Pescolanciano: Santissimo Salvatore.
- Pietrabbondante: Santa Maria Assunta.
- Rionero Sannitico: San Bartolomeo.
- San Pietro Avellana: Santi Pietro e Paolo.
- Sant'Angelo del Pesco: San Michele Arcangelo.
- Vastogirardi: San Nicola di Bari, San Michele Arcangelo (frazione Villa San Michele).

Forania di Frosolone
- Frosolone: Santa Maria Assunta, San Carlo Borromeo (frazione Acquevive), San Donato (frazione San Pietro in Valle). Soppresse: San Michele Arcangelo, San Pietro Apostolo.
- Bagnoli del Trigno: Santa Maria Assunta e San Silvestro papa.
- Casalciprano: Santissimo Salvatore.
- Castropignano: Santissimo Salvatore, Santa Maria della Pietà (frazione Roccaspromonte).
- Civitanova del Sannio: San Silvestro papa.
- Duronia: San Nicola di Bari.
- Fossalto: Santa Maria Assunta.
- Molise: San Nicola di Bari.
- Torella del Sannio: San Nicola di Bari.

Forania di Trivento
- Trivento: Chiesa cattedrale, Santa Croce, San Giuseppe Artigiano (contrada Codacchi).
- Castelguidone: Santa Maria della stella.
- Castiglione Messer Marino: San Michele Arcangelo.
- Celenza sul Trigno: Santa Maria Assunta.
- Montefalcone nel Sannio: San Silvestro papa.
- Pietracupa: San Gregorio papa.
- Roccavivara: San Michele Arcangelo.
- Salcito: San Basilio Magno.
- San Biase: Santa Maria dell'Acquabona.
- San Giovanni Lipioni: Santa Maria delle Grazie.
- Schiavi d'Abruzzo: San Maurizio, Maria SS.ma del Carmelo (frazione Taverna di Schiavi)
- Torrebruna: Trasfigurazione, Santa Vittoria (frazione Guardiabruna)

## Storia
Sono almeno tre le ipotesi circa l'origine e la fondazione della diocesi di Trivento.
Secondo la tesi tradizionale, che si fonda sulla Vita sancti Casti triventini contenuta in un codice del XIV secolo, la diocesi triventina sarebbe stata fondata da san Casto di Larino su incarico di papa Clemente I alla fine del I secolo. Storici locali, a partire da Ciarlanti nel XVII secolo fino al recente Vincenzo Ferrara, sostengono l'origine antica della diocesi, fondata da san Casto, che avrebbe subito il martirio all'inizio del IV secolo, e documentano una serie di vescovi lungo tutto il primo millennio. La terza tesi si limita a riconoscere che la diocesi è storicamente documentata solo nel X secolo, citata in alcune bolle dei papi Agapito II (947), Giovanni XIII (969), Giovanni XIV (993) e Gregorio V (998); nella bolla del 947 sarebbe citato anche il primo vescovo storicamente certo di Trivento, Leone, destituito da papa Agapito II perché simoniaco.
Sull'origine e l'antichità della diocesi è acceso il dibattito. Secondo Iasiello, «la presunta antichità della diocesi triventina è da tempo oggetto di discussione e, in mancanza di esplicite testimonianze e nella certezza della inaccettabilità di quanto riportato a questo riguardo nella Vita Sancti Casti, rimangono dubbie tutte le ipotesi, più o meno ragionevoli, sulla sua preesistenza rispetto alle prime notizie sicure nel corso del X secolo» Secondo Lanzoni la diocesi risale al X secolo e probabilmente succede all'antica Aufidena, diocesi documentata sul finire del V secolo in una lettera di papa Gelasio I. Lo storico Vincenzo Ferrara sostiene invece l'ipotesi di una origine nella prima metà del IV secolo, «ipotesi accreditata dalla critica come la più attendibile e verosimigliante sia per la logica conseguenziale e non contraddittoria delle più valide argomentazioni finora addotte, sia per la plurima natura delle fonti archeologiche ed epigrafiche oltre che storiche dalle quali sono dedotte».
Anche la ricostruzione della cronotassi dei vescovi è soggetta a molte critiche e perplessità, per l'omonimia nei manoscritti medievali tra la sede di Trivento e quelle di Trevi nel Lazio e di Trevi in Umbria.
Nel X e XI secolo la diocesi era compresa nella provincia ecclesiastica beneventana, ma nel 1175 papa Alessandro III la dichiarò immediatamente soggetta alla Santa Sede; l'esenzione, che fu oggetto di disaccordi con gli arcivescovi beneventani, fu confermata da papa Urbano VI nel 1389 e da papa Sisto IV nel 1474.
Tra i vescovi del XIV secolo si distinse in modo particolare Pietro dell'Aquila (1348-1361), francescano, soprannominato «scotello» per la sua conoscenza di Duns Scoto, e autore di diverse opere di filosofia, tra cui un commentario dell'opera di Pietro Lombardo.
Nell'epoca post-tridentina, si deve al vescovo Giulio Cesare Mariconda (1582-1606) l'istituzione del seminario diocesano tra il 1582 ed il 1584. Altri vescovi si impegnarono nell'attuazione dei decreti tridentini attraverso sinodi diocesani e visite pastorali; tra i sinodi si ricordano quelli celebrati da Pietro Paolo Bisnetti del Lago nel 1615, da Antonio Tortorelli nel 1686 da Alfonso Mariconda nel 1721 e nel 1727.
Nel corso del Seicento diversi vescovi ebbero l'abitudine di porre la propria residenza ad Agnone, nel centro-nord della diocesi; mentre è accertato che Giovanni Battista Ferruzza (1655-1658) aveva una residenza a Frosolone, da cui firmò gli atti emessi durante il suo episcopato, e dov'è tuttora sepolto.
Tra Ottocento e Novecento la diocesi fu guidata da uomini di vasta e preparata cultura, tra cui Luca Nicola De Luca (1792-1819), Benedetto Terenzio (1837-1854), Luigi Agazio (1854-1887) e Carlo Pietropaoli (1897-1913). All'epoca del vescovo Epimenio Giannico furono celebrati un sinodo diocesano (1950), il congresso eucaristico (1951) e il congresso mariano (1955).
Il 21 agosto 1976 la diocesi ha perso la sua secolare indipendenza ed è entrata a far parte della provincia ecclesiastica dell'arcidiocesi di Boiano-Campobasso, che in seguito ha assunto il nome di Campobasso-Boiano.
Nel 1977 Trivento subì alcune lievi modifiche territoriali: il comune di San Pietro Avellana passò dall'abbazia territoriale di Montecassino alla diocesi di Trivento, la quale perse le parrocchie dei comuni di Alfedena e di Castel di Sangro passate alla diocesi di Sulmona-Valva.
Dal 24 febbraio 2025 è unita in persona episcopi alla diocesi di Isernia-Venafro, come già era avvenuto tra il 1972 e il 1975.

## Cronotassi dei vescovi
Si omettono i periodi di sede vacante non superiori ai 2 anni o non storicamente accertati.
- San Casto † (290 - 304 deceduto)
- Ferdinando da Milano ? † (menzionato nel 390)[9]
- Costanzo ? † (menzionato nel 487)[10]
- Respetto ? † (menzionato nel 494)[11]
- Lorenzo ? † (menzionato nel 495)
- Siracusio ? † (menzionato nel 496)[12]
- Savino ? † (menzionato nel 498)[13]
- Propinquo ? † (menzionato nel 501)[14]
- Grigo ? † (menzionato nel 743)
- Valeriano ? † (menzionato nel 768)
- Paolo ? † (menzionato nell'826)
- Crescenzio ? † (menzionato nell'853)[15]
- Domenico ? † (prima dell'861 - dopo l'877)[16]
  - Leone † (946 - 947 deposto) (vescovo intruso)
- Gaydulfo † (prima del 1001 - dopo il 1015 ?)[17]
- Manfredi † (menzionato nel 1043)[18]
- Alferio † (menzionato nel 1084)[19]
- Giovanni I † (menzionato nel 1109 e 1115)[20]
- Giovanni II † (menzionato nel 1160)[21]
- Raone † (prima del 1070 - dopo il 1183)[22][23]
- Anonimo † (menzionato come electus nel 1186)[22]
- Anonimo † (menzionato nel 1196 e nel 1199)[22]
- Riccardo I † (menzionato nel 1208)[22]
- Tommaso † (menzionato nel 1222)[22][24]
- Anonimo † (consacrato nel 1237)[25]
- Riccardo II, O.S.B. † (prima del 1240 - dopo il 1246)
- Nicola, O.S.B. † (5 gennaio 1255 - ?)
  - Odorico (o Odorio) † (menzionato nel 1258 o 1265) (vescovo intruso)[26]
- Luca, O.F.M. † (circa 1258 - 1266 deposto)
- Pace † (20 maggio 1266 - ?)
- Anonimo † (menzionato nel 1274)[22]
- Giacomo † (prima del 1290 - dopo il 1296)[27]
- Natimbene, O.E.S.A. † (17 giugno 1334 - 1344 deceduto)
- Giordano Curti, O.F.M. † (28 febbraio 1344 - 30 maggio 1348 nominato arcivescovo di Messina)
- Pietro dell'Aquila, O.F.M. † (30 maggio 1348 - ? deceduto)
- Guglielmo M. Farinerio, O.F.M.Conv. † (1356 - 1368)[28]
- Francesco De Ruberto † (1370 - 1379 deceduto)
- Ruggero de Carcasiis † (1379 - ? deceduto)
  - Pietro Ferillo, O.F.M. † (13 settembre 1387 - ?) (antivescovo)[29]
- Giacomo di Gaeta † (1409 - ? deceduto)[30]
- Giovanni Masi † (21 aprile 1431 - 1451 deceduto)
- Giacomo De Tertiis, O.S.B. † (27 settembre 1452 - ? deceduto)
- Tommaso Carafa † (13 agosto 1473 - ? deceduto)
- Bonifacio Troiano † (1498 - ?)
- Leonardo Corbera † (21 novembre 1498 - 1502 deceduto)
- Tommaso Caracciolo † (16 marzo 1502 - 1540 dimesso)[31]
- Matteo Grifoni, O.S.B.Vall. † (15 novembre 1540 - 9 aprile 1567 deceduto)
- Giovanni Fabrizio Sanseverino † (23 luglio 1568 - 1581[32] deceduto)
- Giulio Cesare Mariconda, O.F.M. † (21 maggio 1582 - 1606 deceduto)
- Pietro Paolo Bisnetti del Lago, O.F.M. † (29 gennaio 1607 - prima del 24 dicembre 1621 deceduto)
- Girolamo Costanzo † (9 gennaio 1623 - 1º marzo 1627 nominato arcivescovo di Capua)
  - Sede vacante (1627-1630)
- Martín de León y Cárdenas, O.S.A. † (13 maggio 1630 - 7 aprile 1631 nominato vescovo di Pozzuoli)
- Carlo Scaglia, C.R.S.G.A. † (12 maggio 1631 - dicembre 1645 deceduto)
- Giovanni Capaccio † (16 luglio 1646 - 1652 deceduto)
- Juan De La Cruz, O.F.M. † (20 gennaio 1653 - 20 marzo 1653 deceduto)
- Giovanni Battista Ferruzza, C.O. † (14 gennaio 1655 - 15 agosto 1658 deceduto)
- Vincenzo Lanfranchi, C.R. † (5 maggio 1660 - 7 dicembre 1665 nominato arcivescovo di Acerenza e Matera)
- Ambrogio Piccolomini, O.S.B.Oliv. † (5 maggio 1666 - 27 maggio 1675 nominato arcivescovo di Otranto)
  - Sede vacante (1675-1679)
- Diego Ibáñez de la Madrid y Bustamante † (10 aprile 1679 - 2 ottobre 1684 nominato vescovo di Pozzuoli)
- Antonio Tortorelli, O.F.M. † (13 novembre 1684 - 10 gennaio 1715 deceduto)
  - Sede vacante (1715-1717)
- Alfonso Mariconda, O.S.B. † (12 luglio 1717 - 11 dicembre 1730 nominato arcivescovo di Acerenza e Matera)
- Fortunato Palumbo, O.S.B.Cel. † (18 dicembre 1730 - 19 luglio 1753 deceduto)
- Giuseppe Maria Carafa Spinola, C.R. † (22 luglio 1754 - 19 luglio 1756 nominato vescovo di Mileto)
- Giuseppe Pitocco † (19 luglio 1756 - 30 maggio 1771 deceduto)
- Gioacchino Paglione † (23 settembre 1771 - dicembre 1790 deceduto)
- Luca Nicola De Luca † (26 marzo 1792 - 7 giugno 1819 dimesso)
- Bernardino Avolio, O.F.M.Cap. † (21 febbraio 1820 - 18 luglio 1821 deceduto)
- Giovanni De Simone † (19 aprile 1822 - 3 luglio 1826 nominato vescovo di Conversano)
- Michele Arcangelo Del Forno † (9 aprile 1827 - 18 marzo 1830 dimesso)[33]
  - Sede vacante (1830-1832)
- Antonio Perchiacca † (2 luglio 1832 - 26 novembre 1836 deceduto)
- Benedetto Terenzio † (19 maggio 1837 - 27 gennaio 1854 deceduto)
- Luigi Agazio † (23 giugno 1854 - 1º febbraio 1887 deceduto)
- Domenico Tempesta, O.F.M.Ref. † (14 marzo 1887 - 4 giugno 1891 nominato vescovo di Troia)
- Giulio Vaccaro † (4 giugno 1891 - 30 novembre 1896 nominato vescovo coadiutore di Trani e Barletta)
- Carlo Pietropaoli † (19 aprile 1897 - 29 aprile 1913 dimesso[34])
- Antonio Lega † (25 maggio 1914 - 13 giugno 1921 nominato arcivescovo coadiutore di Ravenna)
- Geremia Pascucci † (12 settembre 1922 - 14 maggio 1926 deceduto)
- Attilio Adinolfi † (27 febbraio 1928 - 5 maggio 1931 nominato vescovo di Anagni)
- Giovanni Giorgis † (30 settembre 1931 - 14 luglio 1937 nominato vescovo di Fiesole)
- Epimenio Giannico † (7 settembre 1937 - 24 giugno 1957 deceduto)
- Pio Augusto Crivellari, O.F.M. † (7 febbraio 1958 - 3 febbraio 1966 deceduto)
  - Sede vacante (1966-1972)
- Achille Palmerini † (18 marzo 1972 - 18 marzo 1975 dimesso)
- Enzio d'Antonio † (18 marzo 1975 - 17 ottobre 1977 dimesso)
- Antonio Valentini † (17 ottobre 1977 - 31 dicembre 1984 nominato arcivescovo di Chieti)
- Antonio Santucci † (8 maggio 1985 - 17 ottobre 2005 ritirato)
- Domenico Angelo Scotti (17 ottobre 2005 - 5 giugno 2017 ritirato)
- Claudio Palumbo (5 giugno 2017 - 7 dicembre 2024 nominato vescovo di Termoli-Larino)[35]
- Camillo Cibotti, dal 24 febbraio 2025

## Statistiche
La diocesi nel 2022 su una popolazione di 48.000 persone contava 47.640 battezzati, corrispondenti al 99,3% del totale.
| anno | popolazione | popolazione | popolazione | presbiteri | presbiteri | presbiteri | presbiteri                | diaconi | religiosi | religiosi | parrocchie |
| anno | battezzati  | totale      | %           | numero     | secolari   | regolari   | battezzati per presbitero | diaconi | uomini    | donne     | parrocchie |
| ---- | ----------- | ----------- | ----------- | ---------- | ---------- | ---------- | ------------------------- | ------- | --------- | --------- | ---------- |
| 1950 | 98.900      | 99.354      | 99,5        | 85         | 85         |            | 1.163                     |         |           |           | 61         |
| 1970 | 83.950      | 84.382      | 99,5        | 86         | 80         | 6          | 976                       |         | 8         | 75        | 62         |
| 1980 | 64.905      | 65.500      | 99,1        | 62         | 59         | 3          | 1.046                     |         | 3         | 54        | 60         |
| 1990 | 57.500      | 58.079      | 99,0        | 59         | 55         | 4          | 974                       |         | 5         | 69        | 58         |
| 1999 | 57.060      | 57.230      | 99,7        | 58         | 54         | 4          | 983                       |         | 5         | 68        | 58         |
| 2000 | 56.030      | 57.180      | 98,0        | 57         | 53         | 4          | 982                       |         | 5         | 68        | 58         |
| 2001 | 56.056      | 57.200      | 98,0        | 56         | 52         | 4          | 1.001                     |         | 5         | 68        | 58         |
| 2002 | 56.056      | 57.200      | 98,0        | 60         | 55         | 5          | 934                       | 2       | 6         | 65        | 58         |
| 2003 | 57.150      | 57.200      | 99,9        | 72         | 67         | 5          | 793                       |         | 6         | 66        | 58         |
| 2004 | 57.150      | 57.210      | 99,9        | 72         | 68         | 4          | 793                       | 1       | 5         | 65        | 58         |
| 2010 | 53.280      | 53.450      | 99,7        | 65         | 61         | 4          | 819                       | 1       | 4         | 52        | 58         |
| 2014 | 51.786      | 51.903      | 99,8        | 52         | 50         | 2          | 995                       | 1       | 2         | 44        | 58         |
| 2017 | 50.300      | 50.570      | 99,5        | 56         | 52         | 4          | 898                       | 2       | 4         | 36        | 58         |
| 2020 | 50.350      | 50.500      | 99,7        | 51         | 45         | 6          | 987                       | 3       | 6         | 37        | 58         |
| 2022 | 47.640      | 48.000      | 99,3        | 55         | 45         | 10         | 866                       | 3       | 10        | 38        | 58         |